# Монако на летних Олимпийских играх 2000
Монако на летних Олимпийских играх 2000 была представлена Олимпийским комитетом Монако (ОКМ).

## Состав олимпийской сборной Монако

### Дзюдо
Спортсменов — 1
Соревнования по дзюдо проводились по системе на выбывание. В утешительные раунды попадали спортсмены, проигравшие полуфиналистам турнира. Два спортсмена, одержавших победу в утешительном раунде, в поединке за бронзу сражались с проигравшими в полуфинале.
Мужчины
| Соревнование | Спортсмены      | Первый раунд                   | Второй раунд                 | 1/8 финала           | Четвертьфинал        | Полуфинал            | Финал                | Место |
| Соревнование | Спортсмены      | Соперник Результат             | Соперник Результат           | Соперник Результат   | Соперник Результат   | Соперник Результат   | Соперник Результат   | Место |
| ------------ | --------------- | ------------------------------ | ---------------------------- | -------------------- | -------------------- | -------------------- | -------------------- | ----- |
| до 81 кг     | Тьерри Ватрикан | Н. Делгаду (POR) П 0000 — 1000 | Утешительный турнир          | Завершил выступление | Завершил выступление | Завершил выступление | Завершил выступление | 17    |
| до 81 кг     | Тьерри Ватрикан | Н. Делгаду (POR) П 0000 — 1000 | Ф. Лепре (ITA) П 0010 — 1102 | Завершил выступление | Завершил выступление | Завершил выступление | Завершил выступление | 17    |

### Плавание
Спортсменов — 1
В следующий раунд на каждой дистанции проходили лучшие спортсмены по времени, независимо от места занятого в своём заплыве.
Мужчины
| Спортсмен    | Соревнование | Предварительные заплывы | Предварительные заплывы | Полуфиналы | Полуфиналы | Финал     | Финал     |
| Спортсмен    | Соревнование | Результат               | Место                   | Результат  | Место      | Результат | Место     |
| ------------ | ------------ | ----------------------- | ----------------------- | ---------- | ---------- | --------- | --------- |
| Сильвен Форе | 100 м брасс  | 1:05,51                 | 51                      | Не прошёл  | Не прошёл  | Не прошёл | Не прошёл |

### Стрельба
Спортсменов — 1
После квалификации лучшие спортсмены по очкам проходили в финал, где продолжали с очками, набранными в квалификации. В некоторых дисциплинах квалификация не проводилась. Там спортсмены выявляли сильнейшего в один раунд.
Женщины
| Спортсмен             | Соревнование   | Квалификация | Место | Финал     | Место     | Всего | Место |
| --------------------- | -------------- | ------------ | ----- | --------- | --------- | ----- | ----- |
| Фабьенн Диато-Пасетти | Винтовка, 10 м | 387          | 41    | Не прошла | Не прошла | 387   | 41    |

### Тхэквондо
- Оливер Бернаскони

По итогам соревнований занял 9 место.